# Monika Drews
Monika Drews (* 7. März 1942 in Berlin; † November 2022), geborene Radtke, war eine deutsche Landespolitikerin (SPD). Sie gehörte von 1990 bis 1995 dem Abgeordnetenhaus von Berlin an.
Monika Radtke besuchte die Erweiterte Oberschule (EOS) „Georg Friedrich Händel“ in Berlin-Friedrichshain und legte dort 1960 das Abitur ab. Sie machte eine Ausbildung als Luftverkehrskauffrau bei der DDR-Fluglinie Interflug. Nach einem Studium an der Fachschule für Außenwirtschaft wurde sie 1971 Außenhandelsökonomin.
Monika Drews errang 1990 für ihre Partei ein Direktmandat im damaligen Bezirk Köpenick (Wahlkreis 4) im Berliner Abgeordnetenhaus, dem sie bis 1995 angehörte. Von 2000 bis 2006 war sie Mitglied der Bezirksverordnetenversammlung Treptow-Köpenick.